# Powiat Osthavelland

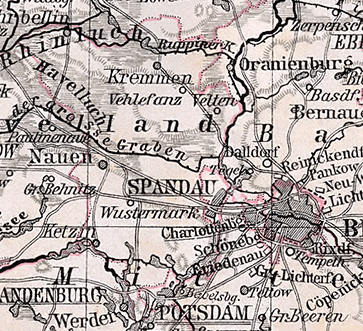
Mapa powiatu w 1905

Powiat Osthavelland (niem. Landkreis Osthavelland, Kreis Osthavelland) – dawny powiat w Królestwie Prus, w prowincji prowincji Brandenburgia, w rejencji poczdamskiej. Istniał w latach 1818–1952, siedzibą władz powiatu było miasto Nauen. Teren dawnego powiatu leży obecnie w kraju związkowym Brandenburgia w powiatach Havelland, Ostprignitz-Ruppin oraz Oberhavel.
1 stycznia 1945 na terenie powiatu znajdowało się:
- pięć miast: Fehrbellin, Ketzin/Havel, Kremmen, Nauen oraz Velten
- 61 innych gmin
- jeden majątek junkierski.